# 馬凱博高中
马凯博高中（Mark Keppel High School，简称 MKHS）是一所四年制加州名校，位于加利福尼亚州阿罕布拉市，隶属于阿罕布拉聯合學區。学校位于阿罕布拉市南部边缘，毗邻蒙特利公园市，与10号州际公路相邻。马凯博高中为阿罕布拉和蒙特利公园部分地区的学生提供服务。该校于1996年、2002年、2008年和2014年通过了西部学校与学院协会的认证。
马凯博高中以曾任洛杉矶县教育局局长马凯博 (Mark Keppel)的名字命名，他于1902年至1928年间担任洛杉矶县教育局局长。1938年12月19日，即奠基仪式三天后，学校开始施工。该校是大萧条期间公共工程管理局建造的数千个项目之一。

## 奖项
- 加州杰出学校奖：2005
- 模范职业技术教育奖：2005
- 第一类学术成就奖：2004、2005、2006
- 州长绩效奖：2001、2002、2003
- 在《新闻周刊》 1,000 所“美国最佳高中”中排名第 451 位 ：2004 年
- 洛杉矶县学术十项全能第一名：2008
- 洛杉矶县科学奥林匹克竞赛第三名：2012 [1]
- 洛杉矶县学术十项全能第一名：2014 [2]
- 洛杉矶县学术十项全能第二名：2019
- 洛杉矶县学术十项全能第一名：2020
- 加州学术十项全能第三名：2020
- 洛杉矶县学术十项全能第一名：2021
- 加州学术十项全能第三名：2021
- GetLit 诗歌大满贯冠军：2022 年

## 人口组成
截至2014-2015 学年，学生群体中72%为亚裔美国人，22%为西班牙裔或拉丁裔，1%为非西班牙裔白人。其余 5%为菲律賓裔、非裔美国人、美國原住民、太平洋岛民和其他学生。学生在家中使用的主要语言是粤语、普通话和西班牙语。约60%的学生参加了免费或减价午餐计划，25%的学生参加 ESL 计划。

## 课外活动

### 视觉和表演艺术
2007年，乐队和管弦乐队教师卡拉·巴特利特博士作为艺术专家获得了洛杉矶县表演艺术中心的布拉沃奖，这是她职业生涯中的一大的亮点。 
继巴特利特博士于2016年12月退休后，毕业于加州大学洛杉矶分校的贾斯汀-李现在担任学校乐队和管弦乐队的指挥